# Paraponera dieteri
Paraponera dieteri  (лат.) — ископаемый вид муравьёв (Formicidae) рода Paraponera из подсемейства Ponerinae. Доминиканский янтарь, Центральная Америка, миоцен, возраст находки 16—19 млн лет.

## Описание
Крупный муравей чёрного цвета (около 2 см), с 12-члениковыми усиками, продольной бороздчатостью и узкой головой. Мандибулы с 10—11 мелкими зубчиками. Скапус длинный достигает и немного превосходит затылочный край головы. Длина головы 4,5 мм, ширина головы 3,6 мм, длина скапуса усика 3,6 мм, длина груди 5,1 мм. 
Вид был впервые описан в 1994 году итальянско-швейцарским мирмекологом Чезарио Барони-Урбани (C. Baroni Urbani , Базель, Швейцария) по единственному экземпляру рабочего муравья в куске янтаря размером 4,7 × 2 см коричневого цвета с зеленоватым оттенком. Видовое название дано в честь Dieter Schlee, который способствовал увеличению коллекции доминиканского янтаря в Штутгартском музее.